# Sittuträsket
Sittuträsket är en sjö i Skellefteå kommun i Västerbotten och ingår i Bureälvens huvudavrinningsområde. Sjön har en area på 0,139 kvadratkilometer och ligger 226,2 meter över havet. Sjön avvattnas av vattendraget Lillån.

## Delavrinningsområde
Sittuträsket ingår i det delavrinningsområde (717375-171644) som SMHI kallar för Ovan Mörttjärnsbäcken. Medelhöjden är 262 meter över havet och ytan är 12,69 kvadratkilometer. Det finns inga avrinningsområden uppströms utan avrinningsområdet är högsta punkten. Lillån som avvattnar avrinningsområdet har biflödesordning 2, vilket innebär att vattnet flödar genom totalt 2 vattendrag innan det når havet efter 75 kilometer. Avrinningsområdet består mestadels av skog (87 procent). Avrinningsområdet har 0,14 kvadratkilometer vattenytor vilket ger det en sjöprocent på 1,1 procent.